# Tanja Wenz
Tanja Wenz (* 1972 in Bremen) ist eine deutsche Kinder- und Jugendbuchautorin sowie Romanautorin.

## Biografie
Tanja Wenz ist im Oldenburger Land aufgewachsen. Sie begann mit zehn Jahren, Tagebuch zu schreiben, später kamen erste Kurzgeschichten hinzu. Seit diesem Zeitpunkt wollte sie Kinder- und Jugendbuchautorin werden.
Sie war als Krankenschwester tätig, was sie sehr geprägt hat.
2014 veröffentlichte sie im Geest-Verlag ihr erstes Kinderbuch Fips und der kleine Marder Herdubär oder Geschichten aus dem Wald.
Seitdem sind viele weitere Kinder- und Jugendbücher sowie auch Kurzgeschichten und Bücher für Erwachsene erschienen.
Für die Kinderzeitschrift KLÄX schreibt Tanja Wenz regelmäßig Artikel und ist dort Mitglied im freien Redaktionsteam.
Wenz lebt aktuell (2023) mit ihrer Familie und vielen Tieren in Rheinland-Pfalz.

## Werke (Auswahl)
- Fips und der kleine Marder Herdubär oder Geschichten aus dem Wald. Illustrationen von Peter Schmidt-Schönberg. Geest-Verlag, Vechta 2014, ISBN 978-3-86685-493-2.
- Willkommen Hoffnung. Geest-Verlag, Vechta 2016, ISBN 978-3-86685-593-9.
- Lea und der Luchs oder das Überleben in der Wildnis. Illustrationen von Britta Reinhard. Geest-Verlag, Vechta 2016, ISBN 978-3-86685-563-2.
- Die kleinen Sterne leuchten immer, Briefe einer Sternenkindmutter. Edition riedenburg, Salzburg 2016, ISBN 978-3-903085-57-2.
- mit Sigrun Eder: Abschied von Mama – Das Bilder-Erzählbuch zum Trösten und Erinnern für Kinder, die ihre Mama verlieren (SOWAS!) Illustrationen von Evi Gasser. Edition riedenburg, Salzburg 2017, ISBN 978-3-903085-76-3.
- Hanna auf den Spuren einer mutigen Frau – Katharina von Bora für junge Leser. Neukirchener Verlagsgesellschaft, Neukirchen-Vluyn 2017, ISBN 978-3-7615-6423-3.
- mit Sigrun Eder: Ade, geliebte Amelie! Das Bilder-Erzählbuch vom Älterwerden und Sterben (SOWAS!) Illustrationen von Sabine Kläger. Edition riedenburg, Salzburg 2018, ISBN 978-3-903085-99-2.
- Sophia und das Abenteuer auf dem Klosterberg – Hildegard von Bingen für junge LeserInnen. Neukirchener Verlagsgesellschaft, Neukirchen-Vluyn 2018, ISBN 978-3-7615-6524-7
- Max und der Sternenforscher. Neukirchener Verlagsgesellschaft, Neukirchen-Vluyn 2019, ISBN 978-3-7615-6635-0.
- Mit Eva Terhorst: Kinder in der Trauer: Verstehen, trösten und ermutigen. Ein Begleitbuch für Eltern, Verlag Herder, Freiburg 2020, ISBN 978-3-451-60086-9
- Mit Wind unter den Flügeln – Von Frauen des Glaubens, die die Kirche bewegten. Neukirchener Verlagsgesellschaft, Neukirchen-Vluyn 2021, ISBN 978-3-7615-6730-2
- Mit Kraft, Mut und Besonneneheit: Von Männern des Glaubens, die die Kirche bewegten. Neukirchener Verlagsgesellschaft, Neukirchen-Vluyn 2022, ISBN 978-3-7615-6850-7
- WAS IST WAS Junior Abschied nehmen – Tod, Trauer und Erinnerung. Tessloff Verlag, Nürnberg 2022, ISBN 978-3-7886-7755-8
- Team Blue – Die Weltendetektive 1 – Schätze im Kaisergrab. Neukirchener Verlagsgesellschaft, Neukirchen-Vlyn 2023, ISBN 3-7615-6893-2
- Team Blue – Die Weltendetektive 2 – Das Geheimnis im See. Neukirchener Verlagsgesellschaft, Neukirchen-Vlyn 2023, ISBN 978-3-7615-6921-4
- Das Geschenk des Elefanten – Eine Geschichte über Trauer und den Trost der Erinnerung. Verlag Herder, Freiburg im Breisgau 2023, ISBN 978-3-451-71619-5
- WAS IST WAS Junior – Im Krankenhaus. Tessloff Verlag Nürnberg 2023, ISBN 978-3-7886-7758-9

## Auszeichnungen
- 1. Preis der Abschlussveranstaltung der Berner Bücherwochen 2015 für die Kurzgeschichte Liebe Mama
- 2. Preis des 1. Literaturwettbewerbes des Metatron-Verlages 2015 für die Kurzgeschichte Wolfsmädchen